# نبرد کمبره (۱۹۱۷)
نبرد کمبره نبردی است که میان آلمان و بریتانیا در جریان جنگ جهانی اول در نوامبر ۱۹۱۷ درگرفت و تا ۷ دسامبر آن سال ادامه یافت.